# Nicola Blanc
Nicola (Nicolas) Blanc (Faverges, 26 giugno 1780 – Faverges, 22 dicembre 1857) è stato un imprenditore e politico italiano. Figlio dell'albergatore Richard-Blanc Claude e di Antoinette Doucet, Blanc era proprietario delle seterie di Faverges, fondatore di una scuola gratuita per ragazzi, diretta dai Fratelli della dottrina cristiana e membro corrispondente dell'Associazione agraria di Torino.
Dal 1825 al 1841 ricoprì l'incarico di sindaco di Faverges.
Fu nominato barone il 31 ottobre 1835.